# Reinhard Lührmann
Reinhard Georg Lührmann (* 15. Mai 1949 in Osnabrück) war Direktor am Max-Planck-Institut (MPI) für biophysikalische Chemie in Göttingen, wo er die Abteilung zelluläre Biochemie leitete und (Stand 2021) als Emeritusgruppe weiterführt.

## Leben
Lührmann studierte Chemie an der Westfälischen Wilhelms-Universität Münster mit dem Diplom-Abschluss 1973 und der Promotion 1975. Ab 1976 war er als Post-Doktorand am Max-Planck-Institut für molekulare Genetik in Berlin bei Heinz-Günter Wittmann und leitete dort ab 1981 eine Junior-Forschungsgruppe. 1982 habilitierte er sich an der Freien Universität Berlin. 1988 bis 1999 war er Professor für Biochemie und Molekularbiologie an der Philipps-Universität Marburg. Seit 1998 ist er Direktor am MPI für biophysikalische Chemie in Göttingen. Er ist Honorarprofessor an den Universitäten Göttingen und Marburg.

## Ehrungen
1990 erhielt er den Max-Planck-Forschungspreis, 1996 den Gottfried-Wilhelm-Leibniz-Preis und 2002 den Feldberg-Preis. 2003 erhielt er den Ernst Jung-Preis für seine Untersuchung zu Struktur und Wirkungsweise der Spliceosomen beim Menschen, zur Biosynthese der SnRNA, die Teil der Spliceosomen ist, und zum interzellulären Transport von RNA. Im Jahr 2001 wurde er zum Mitglied der Leopoldina gewählt. Seit 2002 ist er ordentliches Mitglied der Academia Europaea.